# Bouvierella curtirama
Bouvierella curtirama is een vlokreeftensoort uit de familie van de Calliopiidae. De wetenschappelijke naam van de soort is voor het eerst geldig gepubliceerd in 1998 door Bellan-Santini & Thurston.